# Subways of Your Mind
"Subways of Your Mind" é uma canção da banda de rock alemã Fex, gravada entre 1983 e 1984. Nos anos 2000, uma gravação em fita cassete de uma transmissão de rádio em meados da década de 1980 foi publicada online e atraiu atenção significativa. A canção permaneceu sem identificação, mesmo após ser publicada na Internet, o que levou a uma busca de 17 anos para identificar o artista e o título. Durante esse período, ganhou o apelido de "A canção mais misteriosa da Internet".
A canção foi gravada de uma transmissão da rádio Norddeutscher Rundfunk (NDR) em algum momento durante a metade dos anos 1980, possivelmente em 1984. Em 2019, a canção tornou-se um fenômeno viral da Internet, com vários usuários de plataformas como Reddit e Discord se envolvendo em esforços colaborativos com o intuito de descobrir a origem e o artista da canção. 
Em novembro de 2024, foi identificada como "Subways of Your Mind", da banda Fex, oriunda de Quiel. Em 20 de dezembro de 2024, a banda lançou oficialmente nas plataformas de streaming um extended play (EP) gravado em 1983, que inclui a canção e uma gravação ao vivo de uma performance de 1985, além de outras duas faixas, "Talking Hands" e "Heart in Danger". Em 12 de janeiro de 2025, a filha do tecladista da banda, Michael Hädrich, postou na comunidade do Reddit formada em torno da música que seu pai havia encontrado uma cópia em cassete da versão de estúdio que havia sido tocada na NDR. A cópia foi lançada como single digital no dia seguinte.
Ao longo das buscas, outras canções desconhecidas foram descobertas. Usuários da Internet criaram o termo "lostwave" para descrever canções dessa natureza.

## Origem

A lista de canções que estavam na fita de Darius que inclui "Blind the Wind", a canção misteriosa. Note que o artista que a gravou não está listado

Um DJ adolescente chamado Darius S. gravou a canção de um programa da estação pública de rádio alemã Norddeutscher Rundfunk (NDR). Ele gravou a canção numa fita cassete e fez uma mixtape, que também incluía canções de XTC e The Cure. Para obter gravações limpas das músicas, Darius propositalmente removeu os diálogos dos radialistas, consequentemente fazendo com que a data exata de exibição e o título tornassem-se desconhecidos.

## Procuraonline
Em 2004, a irmã mais velha de Darius, Lydia H. comprou-o um domínio de website como presente de aniversário, o qual ele utilizou para divulgar canções não identificadas de sua coleção pessoal. Ele então digitalizou suas gravações da rádio, salvando as canções como arquivos .aiff e .m4a, e nomeou o website Unknown Pleasures, inspirando-se no álbum de mesmo nome da banda Joy Division (1979).
Em 18 de março de 2007, Lydia começou sua busca online pela canção em um grupo Usenet, mas depois migrou para websites com ferramentas de identificação. Ela postou um trecho de 1:15 da canção no best-of-80s.de (um fórum alemão dedicado ao synth-pop dos anos 1980) e no The Spirit of Radio (um fan site dedicado à estação de rádio canadense CFNY-FM). A canção começou a se espalhar lentamente pela Internet, sendo publicada no WatZatSong em 2009 e no YouTube em 2011. A gravadora independente espanhola Dead Wax Records postou o trecho da canção em seu canal do YouTube em 2017. Isso chamou a atenção de Gabriel Pelenson, um amigo de Nicolás Zúñiga (proprietário da Dead Wax), o qual começou a procurar pela origem da canção em 2019.
Pelenson publicou o trecho da canção em seu próprio canal do YouTube e em várias comunidades do Reddit relacionadas a músicas, e eventualmente fundou o r/TheMysteriousSong. Em 12 de julho, o usuário do Reddit u/johnnymetoo postou a versão completa da canção, que ele havia obtido por meio de um link em um dos posts de Lydia na Usenet antes de ser deletado.
Procuradores fizeram contato com indivíduos potencialmente pertinentes à busca, como Paul Baskerville (um disc jockey da NDR), GEMA (uma organização alemã de direitos autorais) e um canal no YouTube chamado "80zforever", que postava músicas obscuras. Baskerville concordou em reproduzir a canção em seu então show de rádio Nachtclub em 21 de julho de 2019. Apesar de nenhuma pista nova surgir, a transmissão fez com que Lydia e Darius tomassem ciência da nova onda de investigações, com Lydia subsequentemente envolvendo-se na comunidade do Reddit em agosto.
Em 9 de julho de 2020, o usuário do Reddit u/FlexxonMobil adquiriu a lista completa das canções que Bekerville tocou no programa Musik Für Junge Leute em 1984 e publicou no website. Após algumas pesquisas, os usuários concluíram que a música não estava nessa lista, descartando efetivamente a teoria de que Baskerville a tocou. As playlists restantes do Musik Für Junge Leute eventualmente foram adquiridas em dezembro de 2020, e após uma longa pesquisa, os usuários concluíram que a canção não foi tocada no programa. Em janeiro de 2021, a comunidade recebeu as playlists dos programas Der Club e Nachtclub de outubro e novembro de 1984, e achou múltiplas canções que estavam nas fitas de Darius, incluindo aquelas da fita BASF 4|1, levando os usuários a acreditar que a música apareceria nas playlists restantes.
Em 2 de novembro de 2021, Lydia postou no Reddit que um de seus filhos encontrou uma caixa cheia de fitas enquanto reformava seu apartamento. Uma das fitas continha uma versão da canção em qualidade superior. A lista de faixas da fita era diferente das anteriores, embora se especule que seja feita a partir da mesma gravação, pois compartilha alguns dos mesmos artefatos da primeira fita.

### Teorias
Os pesquisadores geralmente concordam que o cantor tem algum tipo de sotaque europeu, mas o tipo específico não é claro. Alguns usuários teorizaram que o sintetizador Yamaha DX7, lançado no final de 1983, foi usado nos cabos.
Há especulações de que a música foi gravada em 1984, já que a maioria das outras músicas da fita cassete foram lançadas nessa época. Outra evidência disso é que o toca-fitas Technics, que Darius S. provavelmente usou para gravar a música, foi fabricado naquele ano.
Paul Baskerville, que não se lembra de ter tocado a música, suspeita que tenha sido uma gravação demo que foi tocada uma vez por um apresentador da NDR e depois jogada fora.
Um artigo de março de 2021 afirma que a canção provavelmente foi escrita e interpretada pelo cantor vienense Christian Brandl e pelo baterista Ronnie Urini em 1983, com versões em alemão e inglês. A faixa teria sido gravada no estúdio do falecido Fred Jakesch na Mariahilferstraße em Viena. O saxofonista Heinz Hochrainer disse que esteve presente em um elemento planejado de saxofone, mas que nunca foi gravado. Uma mixagem preliminar da música teria chegado à rádio NDR em 1984. Urini confirmou a história e também forneceu uma versão antiga datilografada da letra em alemão como prova. No entanto, essa teoria já foi desmentida. Robert Wolf, colega musical de Brandl e vocalista da banda Chuzpe, disse que não reconheceu a voz de Brandl na música e que a bateria parecia mais uma bateria eletrônica do que Urini.
Em 4 de novembro de 2024, o usuário do Reddit u/marijn1412 alegou ter identificado a música como “Subways of Your Mind” do grupo alemão FEX. Enquanto pesquisava bandas que participaram do Hörfest, um evento anual que destaca artistas musicais menos conhecidos, o usuário entrou em contato com um membro da banda FEX listado em uma edição do jornal alemão Nordwest-Zeitung [de]. De acordo com o usuário, o membro da banda confirmou que a FEX era a criadora da música e planejava relançá-la. Um membro da FEX, Michael Hädrich, confirmou a história ao tabloide alemão Tz [en].

## Fenômeno viral na Internet
Em 27 de maio de 2019, o site australiano de notícias musicais Tone Deaf escreveu o primeiro artigo com foco na canção, com o autor Tyler Jenke discutindo os estágios preliminares da busca pela faixa e observando que a busca foi semelhante a uma busca de 2013 por uma música que foi finalmente identificada como "On the Roof" pelo músico sueco Johan Lindell.
Entre 2019 e 2021, o YouTuber americano Justin Whang postou cinco episódios de sua série Tales from the Internet discutindo a canção e o andamento da busca. Seus vídeos estimularam ainda mais os usuários da Internet a contribuir com o esforço na identificação da música. Em 2019, alguém reivindicou a autoria da canção no aplicativo de identificação musical Shazam, que por um breve período retornou o apelido “antwon01” como artista. Adicionalmente, uma série de covers e versões remixadas da música foram criadas, incluindo um cover da banda americana Mephisto Walz intitulado "Like the Wind" e lançado em seu álbum All These Winding Roads (2020).
Em março de 2023, um mod do jogo Doom incluindo a música, intitulado MyHouse.wad, foi postado nos fóruns do Doomworld por Steve Nelson, ou "Veddge". Conforme descrito pela PC Gamer, "você pode encontrá-la tocando da porta aberta de um carro solitário, várias camadas aprofundadas na loucura do estilo inception que assola o mod". A natureza enigmática da canção a levou a ser amplamente associada à estética da Internet de "espaço liminar".

## Descoberta da música
Em outubro de 2024, a música foi identificada como a faixa "Subways of Your Mind", composta pelo grupo alemão FEX, de Quiel. A descoberta foi feita por um usuário do Reddit que, ao investigar artigos de jornais antigos no arquivo da Nordwest Zeitung, encontrou uma reportagem mencionando a banda, vencedora de um concurso de talentos em Bremen, em setembro de 1984. O artigo descrevia o som da banda como uma combinação de rock, new wave e pop e mencionava os nomes dos integrantes, um dos quais também era membro da banda Phret, que havia se apresentado no festival Hörfest em 1983.
Em 4 de novembro de 2024, o usuário do Reddit u/marijn1412 afirmou ter identificado a canção como "Subways of Your Mind" do grupo alemão. Enquanto pesquisava bandas que participaram do Hörfest, um evento anual que destaca artistas musicais menos conhecidos, o usuário contatou um membro da banda FEX listado em uma edição do jornal alemão Nordwest-Zeitung . De acordo com o usuário, o membro da banda confirmou que a canção pertencia a FEX e que planejam relançá-la. Um membro do FEX, Michael Hädrich, confirmou a história ao tabloide alemão Tz.
O usuário conseguiu entrar em contato com este integrante e perguntou se ele possuía algum material da época. Em resposta, o músico enviou algumas gravações de FEX e Phret, incluindo uma versão de "Subways of Your Mind". Embora fosse uma versão levemente diferente da amplamente conhecida na Internet, ela foi rapidamente reconhecida como a "música mais misteriosa da Internet".
Após tomar conhecimento do interesse público pela faixa, o músico contatado pediu ao usuário que aguardasse o consentimento dos outros membros da banda antes de divulgar a descoberta. Durante este período, a música foi registrada na associação de direitos autorais GEMA, e a notícia logo se espalhou entre entusiastas do mistério. A permissão foi finalmente concedida, encerrando o enigma de décadas e revelando oficialmente a autoria da música.
Em 7 de novembro, três dos membros originais da FEX, Hädrich, o cantor Ture Rückwardt e o baixista Norbert Ziermann, foram para uma rádio de Quiel e junto com uma entrevista tocaram uma versão acústica da canção.

## Créditos
- Ture Rückwardt - Vocais, guitarra[34]
- Norbert Ziermann - Baixo[34]
- Michael Hädrich - Teclado[34]
- Hans Sievers - Bateria[34]